# Frederator Studios
Frederator Studios é uma organização independente americana de desenho animado, do estúdio fundado por Fred Seibert, em 1997, com o lançamento da sua primeira série animada em 1998. O estúdio se concentra principalmente sobre os artistas que escrevem os seus próprios curtas, séries e filmes. Seu slogan é: "Original Cartoons since 1998" (Desenhos Originais desde 1998).

## História
A produção de estreia da Frederator foi um desenho incubado, enfim transformado em uma série de televisão chamado Oh Yeah! Cartoons, que mais tarde foi transferido em três desenhos: Os Padrinhos Mágicos, Mundo Giz e Uma Robô Adolescente, além de 51 desenhos animados de curtas originais criados por um único grupo de produtores incluindo os primeiros filmes dos criadores como Butch Hartman, Rob Renzetti, Tim Biskup e Carlos Ramos. Oh Yeah! Cartoons foi baseado em uma técnica inovadora de Seibert a partir do Desenhos Incríveis - O Show, com uma série de curtas da Hanna-Barbera e do Cartoon Network, que trouxe a Hanna-Barbera suas séries de sucesso a primeira em 10 anos, O Laboratório de Dexter, Johnny Bravo, A Vaca e o Frango, As Meninas Super Poderosas e Coragem, o Cão Covarde.
Em 2002, Frederator criou uma joint venture para curtas em idade pré-escolar com a produtora Susan Miller e com a Mixed Media Group, Inc. e produziu sua primeira série pré-escolar, com o título de Wow! Wow! Wubbzy! que recentemente foi apresentado o sucessor Wubb Idol, um filme com a voz de Beyoncé. Federator Studios criou uma série de televisão e que concorreu no Nicktoons Film Festival, para o canal Nicktoons, que estreou em 24 de outubro de 2004.

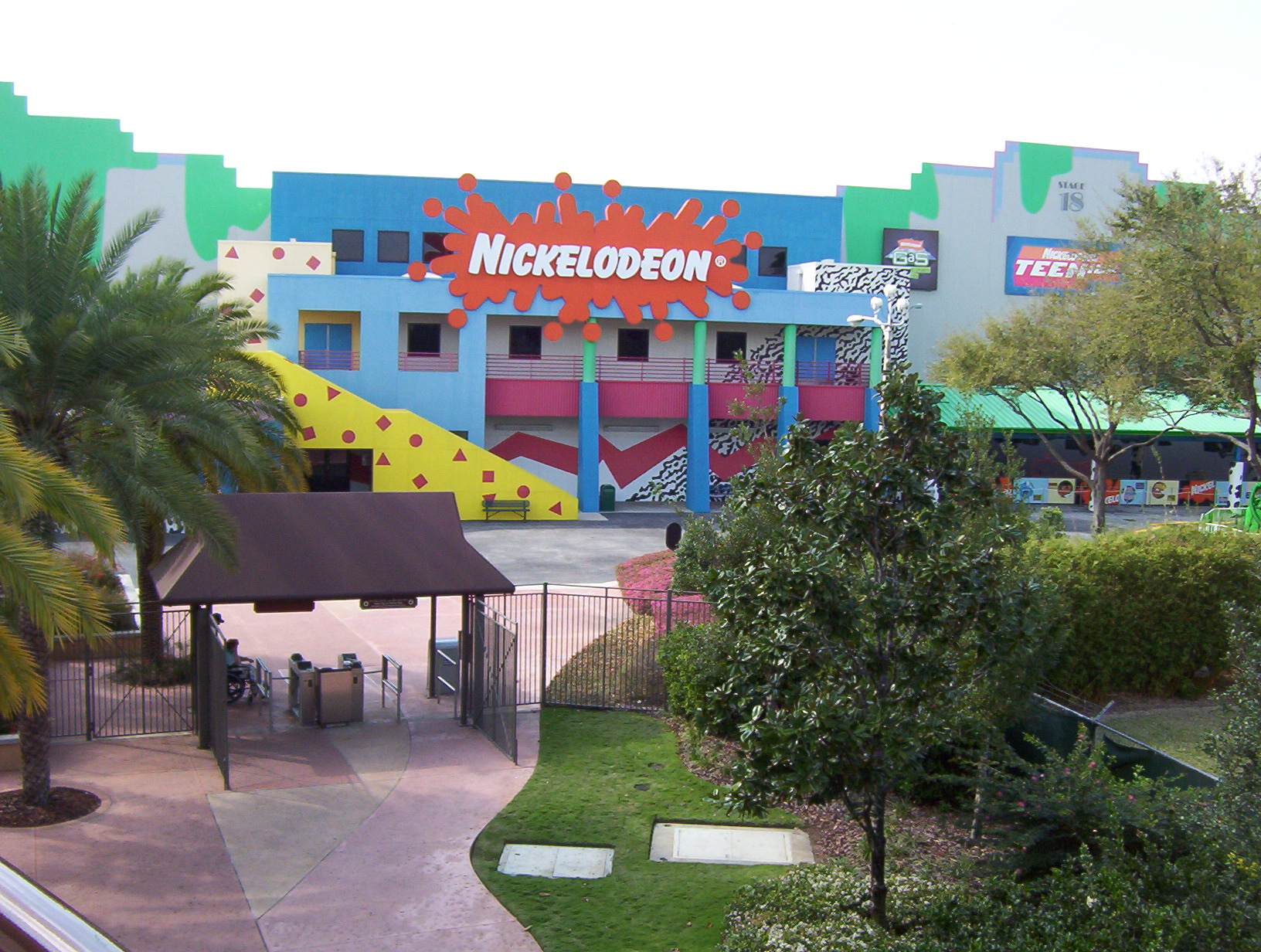
A Nickelodeon Animation Studios onde há um escritório da Frederator Studios.

Em 1 de novembro de 2005, Frederator lançou o primeiro podcast de desenho animado no mundo intitulado, "Frederator Channel". Esta rede de animação semanal apresentava filmes para o mundo todo, e rapidamente se tornou um dos podcasts de vídeo da Apple Inc. e iTunes. Em 25 de junho de 2007, um artigo da Variety anunciou que o estúdio tinha fundado a Frederator Films, dedicado a criação de filmes animados cujo orçamento vá para US$ 20 milhões de dólares, o primeiro longa da Federator esta sob licença da Paramount Pictures, co-produzido com JJ Abrams pela Bad Robot Productions.
Random! Cartoons é o último da série de desenhos animados curtos da Frederator, continuando a sua tradição de apresentar grandes ideias e talentos para a indústria da animação, rodando no Nicktoons entre 2008 e 2009. Já foram realizados 39 curtas originais, um desses foi o que gerou a série Fanboy & Chum Chum (que foi apresentada em meados de 2009), junto com A Hora da Aventura com Finn & Jake para o Cartoon Network na primavera de 2010.

## Filmografia
- Oh Yeah! Cartoons (1998-2001)
- Os Padrinhos Mágicos (2001-2017)
- Mundo Giz (2002-2008)
- Uma Robô Adolescente (2003-2009)
- Nicktoons Film Festival (2004-2009)
- Wow! Wow! Wubbzy! (2006-2010 pela subsidiária Bolder Media)
- Random! Cartoons (2008-2009)
- Ape Escape (2009-presente)
- Fanboy & Chum Chum (2009-2014)
- Bee and PuppyCat (Cartoon Hangover) (2014)
- Hora da Aventura com Finn & Jake (2010-2018)
- Bravest Warriors
- Castlevania: Série Animada (Netflix) (2017-presente)
- Bee and PuppyCat: Lazy in Space (Netflix) (2022)